# Rotvälska
Rotvälska är ett allmänt begrepp i svenskan för att benämna ett obegripligt och/eller förvirrande språk/dialekt. Uttrycket kommer närmast från tyska och danska, i vilka ordet snarast betecknade "tjuvspråk". I svenska är ordet känt sedan 1700-talet.
Genom efterledet -välsk (från ett gammalt germanskt ord för allt främmande och icke-germanskt), i betydelsen "utländsk", förekommer ordet också i välsk, valnöt, valack, Valland och Wales.
Ordet "rotvälska" kommer av namnet på det tyska "tjuvspråket" rotwelsch, vilket användes, och i mindre omfattning fortfarande används, av kringstrykare och kriminella.
Det fanns också en dansk variant kallad rotvælsk.